# 磐城國

磐城國

磐城國（日语：〔〕／〔〕 Iwakinokuni */?）是日本舊時的令制國之一，屬東山道。磐城國的領域大約為現在的福島縣東部（即濱通）與宮城縣南部，包括福島縣的東白川郡、西白河郡，及宮城縣的亘理郡、伊具郡、刈田郡、白石市、角田市。以阿武隈川和西邊的岩代國為界。

## 歷史
磐城國是在明治元年（1868年）12月7日由陸奧國所分割出來的新令制國，持續時間很短，明治四年（1871年）廢藩置縣後，於12月13日分納入仙台縣、平縣與二本松縣。

## 相關項目
- 日本令制國列表